# Episodi de La signora del West (terza stagione)
La terza stagione della serie televisiva statunitense La signora del West è stata trasmessa negli Stati Uniti dal settembre 1994 al maggio 1995 su CBS.
| nº | Titolo originale                 | Titolo italiano                                   | Prima TV USA      | Prima TV Italia |
| -- | -------------------------------- | ------------------------------------------------- | ----------------- | --------------- |
| 1  | The Train                        | Il treno                                          | 24 settembre 1994 |                 |
| 2  | Fathers and Sons                 | Padri e figli                                     | 1º ottobre 1994   |                 |
| 3  | Cattle Drive: Part 1             | La mandria (prima parte)                          | 8 ottobre 1994    |                 |
| 4  | Cattle Drive: Part 2             | La mandria (seconda parte)                        | 15 ottobre 1994   |                 |
| 5  | The Library                      | La biblioteca                                     | 22 ottobre 1994   |                 |
| 6  | Halloween II                     | Il mostro                                         | 29 ottobre 1994   |                 |
| 7  | The Washington Affair: Part 1    | Intrigo a Washington (prima parte)                | 5 novembre 1994   |                 |
| 8  | The Washington Affair: Part 2    | Intrigo a Washington (seconda parte)              | 5 novembre 1994   |                 |
| 9  | Money Trouble                    | Una scelta difficile                              | 12 novembre 1994  |                 |
| 10 | Thanksgiving                     | Il Ringraziamento                                 | 19 novembre 1994  |                 |
| 11 | Ladies' Night: Part 1            | Questioni di donna (prima parte)                  | 26 novembre 1994  |                 |
| 12 | Ladies' Night: Part 2            | Questioni di donna (seconda parte)                | 3 dicembre 1994   |                 |
| 13 | A First Christmas                | Il primo Natale                                   | 10 dicembre 1994  |                 |
| 14 | Indian Agent                     | L'agente indiano                                  | 7 gennaio 1995    |                 |
| 15 | The End of the World             | La fine del mondo                                 | 14 gennaio 1995   |                 |
| 16 | Pike's Peace                     | La vetta della pace                               | 28 gennaio 1995   |                 |
| 17 | Cooper vs. Quinn: Part 1         | Cooper contro Quinn (prima parte)                 | 4 febbraio 1995   |                 |
| 18 | Cooper vs. Quinn: Part 2         | Cooper contro Quinn (seconda parte)               | 4 febbraio 1995   |                 |
| 19 | What is Love?                    | Cosa vuol dire amore?                             | 11 febbraio 1995  |                 |
| 20 | Things My Father Never Taught Me | Prova di forza                                    | 18 febbraio 1995  |                 |
| 21 | Baby Outlaws                     | La giovane fuorilegge                             | 25 febbraio 1995  |                 |
| 22 | Bone of Contention               | Le ossa della discordia                           | 11 marzo 1995     |                 |
| 23 | Permanence of Change             | L'origine dell'uomo                               | 8 aprile 1995     |                 |
| 24 | Washita: Part 1                  | Washita (prima parte)                             | 29 aprile 1995    |                 |
| 25 | Washita: Part 2                  | Washita (seconda parte)                           | 29 aprile 1995    |                 |
| 26 | Sully's Recovery                 | La decisione                                      | 6 maggio 1995     |                 |
| 27 | Ready or Not                     | Le basi dell'amore                                | 13 maggio 1995    |                 |
| 28 | For Better or Worse: Part 1      | Nella buona e nella cattiva sorte (prima parte)   | 20 maggio 1995    |                 |
| 29 | For Better or Worse: Part 2      | Nella buona e nella cattiva sorte (seconda parte) | 20 maggio 1995    |                 |

## Il treno
- Titolo originale: The Train
- Diretto da: Jerry London
- Scritto da: Josef Anderson, Toni Graphia, Sara Davidson, Beth Sullivan

### Trama
A Colorado Springs arrivano dei funzionari della ferrovia per effettuare un sopralluogo e proporre ai cittadini il passaggio della rete ferroviaria nei pressi dell'abitato. Il paese, però, sarà in concorrenza con Soda Springs. Intanto Sully comincia a costruire la casa per lui, Michaela e i ragazzi. Contrario alla ferrovia, non comprende le motivazioni di Michaela affinché il treno arrivi a Colorado Springs. Quando il comitato cittadino si riunisce per decidere se approvare la candidatura del paese per l'arrivo della ferrovia, è Michaela ad avere il voto decisivo (dopo che Loren e Jake si sono mostrati favorevoli, mentre Horace e il Reverendo contrari). La donna, convinta che la ferrovia le permetterà di fare meglio il suo lavoro e ricevere più in fretta i farmaci, si dichiara favorevole. Jake e Loren, però, iniziano una campagna di "pulizia" della città che si dimostra una pagliacciata: appendono insegne false fingendo che a Colorado Springs ci siano banche e biblioteche e cercano di convincere gli uomini del comitato che le terme intorno alla città siano miracolose e curino da ogni male. Quando i funzionari chiedono un parere scientifico a Michaela, però, la donna ammette che non è vero e fa perdere le speranze di vittoria a Colorado Springs. 
Intanto Matthew manifesta a Sully la sua tristezza per il fatto che loro andranno a vivere da soli in una nuova casa e che lui dovrà separarsi dalla sua famiglia; Sully gli fa capire che ci sarà sempre posto per lui, a casa loro. 
Poco tempo dopo il funzionario capo, Jackson Tait, porta il suo fidato assistente Peter (di origini cinesi) alla clinica e Colleen scopre che è stato infettato dalla malaria; insieme alla madre forniscono una cura adatta a Peter e, così facendo, convincono Tait a portare il treno a Colorado Springs. L'uomo, infatti, s'è reso conto che il Dr. Mike è un elemento di spicco della comunità e merita di avere dei servizi migliori per curare i suoi pazienti. 
Michaela e Sully discutono animatamente a cena quando Brian si manifesta desideroso di vedere il treno e addirittura pronto a diventare un macchinista; quando il bambino scoppia a piangere nel vederli litigare, i due si rendono conto che non dovrebbero farlo davanti ai ragazzi. Sully è comunque convinto che la ferrovia farà del male all'ambiente e soprattutto agli indiani, ma Michaela è positiva e dice che insieme potranno lottare per difendere i propri principi, come hanno sempre fatto. Anche se di idee opposte, raggiungono un compromesso: se Sully dovesse risultare davvero insofferente all'arrivo del treno, allora Michaela e i ragazzi si trasferiranno altrove insieme a lui. 
Quando si organizza la festa per l'inaugurazione dei lavori, Michaela viene invitata a piantare un primo simbolico chiodo plasmato da Robert E.; nel frattempo, Sully fa la stessa cosa col primo chiodo di quella che diventerà la loro casa.

## Padri e figli
- Titolo originale: Fathers and Sons
- Diretto da: Jerry Jameson
- Scritto da: Josef Anderson

### Trama
Loren fa uno strano sogno in cui si vede chiuso in una bara dagli abitanti di Colorado Springs; così decide di dimostrare a tutti che non è ancora troppo anziano per indossare begli abiti eleganti o tingersi i capelli. Quando tutti gli danno dello svitato, soprattutto Dorothy, Loren decide di partire per la Bolivia e di viaggiare per il mondo. Nel frattempo Brian, confuso dalla pubertà, si ritrova a osservare sempre di più le ragazze e, insieme a un amico, si mette anche a spiare la sorella e le amiche mentre fanno il bagno. Sully cerca di convincere Michaela a parlare con lui, ma la donna affronta il discorso in modo troppo scientifico e Brian si ritrova ancora più confuso. Dopo aver chiesto consigli sulle donne a Jake, Hank e Horace, Brian è molto preoccupato e, durante la notte, scappa di casa. Quando un orso lo insegue, si rifugia sopra un albero su cui trova proprio il signor Bray, braccato dallo stesso animale da quando è partito. I due iniziano una lunga discussione sul potere delle donne e sul loro modo di comportarsi, proprio mentre Sully e Matthew vanno a cercare Brian. Sully decide di lasciarlo solo con il signor Bray e li tiene sotto controllo da lontano, facendo attenzione che nessuno si faccia male; quando l'orso si ripresenta, Sully è pronto a colpirlo con una freccia, ma Loren riesce a scacciarlo con le sue grida. Il giorno dopo, passata la nottata, Sully si mostra ai due fuggiaschi e spiega al bambino che lui ci sarà sempre ogni volta che vorrà parlare di qualunque cosa. Poi decide di curare anche Loren e lo porta alla riserva, dove gli fa capire l'importanza degli anziani nella tribù e lo fa ballare con loro durante l'iniziazione e la cerimonia per il suo nuovo nome indiano, che sottolinea la sua impresa con l'orso.
Loren torna in città e si fa togliere la tinta da Dorothy, che si scusa con lui e gli dice che gli vuole bene così com'è; Brian torna a casa e chiede scusa a Colleen, poi Michaela e Sully parlano di ciò che gli ha insegnato Loren mentre erano via. Il vecchio saggio gli ha spiegato che le donne hanno una cosa fondamentale: l'amore con cui vogliono bene ai loro cari. Sully gli ha consigliato di non farsi scappare la donna giusta quando la troverà, come è successo a lui.

## La mandria (prima parte)
- Titolo originale: Cattle Drive: Part 1
- Diretto da: Chuck Bowman
- Scritto da: Sara Davidson

### Trama
Michaela, Sully, i ragazzi, Lauren, Grace e Robert E. si mettono in viaggio per raggiungere Miss Olive, la sorella di Lauren. La donna ha scritto di essere ammalata di meningite e chiedendo di raggiungerla. Quando trovano la sua mandria, però, scoprono che Olive è già morta. Quando Michaela legge il testamento, si scopre che la generosa donna ha lasciato qualcosa a ognuno di loro, ma soprattutto ha deciso di donare a Matthew la sua mandria. Matthew, anche se non del tutto esperto nella cura del bestiame, decide di accettare la sfida e di tenere gli animali. Il gruppo inizia un lungo viaggio verso Colorado Springs, con Matt come capo e tutti gli altri come aiutanti occasionali. Fra i mandriani ingaggiati con la promessa di donare loro due capi a testa, c'è anche Jesse, un ragazzo presuntuoso che mostra subito il suo interesse per Colleen. Michaela è preoccupata dei suoi modi di fare e non vuole che la figlia gli stia troppo vicino; ma la ragazza ne è affascinata e passa molto tempo con lui. Il viaggio si presenta divertente, all'inizio, ma poi la mancanza di acqua per le bestie inizia a fare innervosire tutti. Sully suggerisce a Matthew un posto in cui troveranno sicuramente acqua per la mandria, ma Matthew vuole seguire una vecchia mappa convinto di andare in un'altra direzione. Quando arrivano in quella zona, però, si scopre che l'acqua non c'è. Sully è contrariato perché Matthew non segue i suoi consigli, ma Michaela gli suggerisce di lasciarlo fare per imparare dai suoi stessi errori. Intanto Jesse dichiara il suo amore a Colleen e le promette di sposarla, quando sarà più grande.
Brian viene punto da uno scorpione e per molte ore la sua vita è in pericolo; ma quando il gruppo raggiunge una zona con l'acqua, tutto sembra andare meglio e il bambino sembra riprendersi. Proprio quando le cose sembrano andare bene, però, gli animali della mandria iniziano a scappare, imbizzarriti...

## La mandria (seconda parte)
- Titolo originale: Cattle Drive: Part 2
- Diretto da: Chuck Bowman
- Scritto da: Sara Davidson

### Trama
Quando Matthew raccoglie tutti gli animali fuggiti si accorge che una ventina sono spariti e con loro anche due mandriani, fra i quali Jesse. Colleen non vuole credere che il ragazzo sia fuggito con le bestie, è accecata dall'amore che prova per lui. Intanto Sully cerca di convincere Matthew a non andare a cercarlo, perché teme per la sua vita; i due arrivano addirittura alle mani, sotto gli occhi di una impotente Michaela. Matt decide di andare a scovare Jesse e Brian, che vuole stargli vicino, lo segue di nascosto. Intanto Sully è in collera col ragazzo che non lo ascolta e vuole sempre fare di testa sua.
Quando Matthew trova Jesse e l'altro mandriano, li attacca e iniziano una lotta; ha la meglio grazie a Brian, che lo aiuta con la fidata fionda; quando torna con i capi rubati, riporta i soldi rubati da Jesse e l'orologio che aveva preso a Colleen, causando uno sconvolgimento nella ragazza. Spetta a Michaela il compito di tirarle su il morale, spiegandole che non sarà né la prima né l'ultima delusione d'amore che avrà. Il gruppo si rimette in marcia e Matthew fa passare la mandria attraverso un guado non troppo profondo, incontrando l'ira di Sully; le bestie, però, si spaventano e iniziano a muoversi in disordine, facendo cadere da cavallo Michaela. La donna rischia di rimanere schiacciata dal bestiame e viene salvata da Sully, uscendone solo con qualche ferita. Matthew, allora, capisce che ha esagerato e doveva ascoltare il parere di Sully. Dice alla madre che vuole abbandonare il bestiame, ma lei lo esorta ad andare avanti, se ha imparato dai suoi errori. Fatta pace anche con Sully, Matt riporta il gruppo verso Colorado Springs. Tutto sembra andare bene finché non incontrano un incendio che si trovano costretti ad attraversare per salvarsi la vita; Matthew, Robert E., Loren e Sully passano per primi con gli animali; Brian rimane indietro per salvare il suo piccolo vitellino, così come il carro con Grace e Colleen. Michaela si trova costretta a far andare avanti il carro con i suoi figli e a portare in salvo il piccolo animale di Brian tutta da sola. Scampato il pericolo, il gruppo torna a Colorado Springs e fa sfilare trionfamente gli animali per il paese.

## La biblioteca
- Titolo originale: The Library
- Diretto da: Victor Lobl
- Scritto da: Andrew Lipsitz

### Trama
Il Dr. Mike riceve da sua madre tutti i libri di suo padre e decide di donarli alla città per aprire una biblioteca cittadina. Colleen gestisce i prestiti dopo la scuola e, come tutti i suoi familiari, scopre il grande piacere della lettura. Il Reverendo, in un primo momento favorevole alla biblioteca, rimane scioccato quando scopre che Colleen sta leggendo un libro che parla di un uomo che vende l'anima al diavolo, il Faust. 
Michaela difende la libertà di lettura di ogni individuo, ma il Reverendo comincia una campagna contro tutti i libri profani che si trovano fra quelli del Dr. Mike, ormai alla portata di tutti. 
Michaela, nonostante inviti i ragazzi a leggere ciò che vogliono, rimane sconcertata quando scopre che Sully sta leggendo le poesie di Walt Whitman, cariche di un linguaggio metaforico che lei non concepisce e ritiene sconcio. 
Il Reverendo arriva addirittura a far votare il consiglio affinché vietino la lettura di libri ritenuti inappropriati. Quando l'amministrazione gli dà ragione, la biblioteca viene chiusa.
Intanto Jake, sull'onda dell'entusiasmo, si fa insegnare a leggere da Dorothy e fra i due scatta nuovamente la scintilla. Come sindaco, però, non esita a seguire il Reverendo in una crociata notturna contro tutti i libri dichiarati proibiti: i due iniziano a girare per le case dei cittadini cercando di recuperare svariati volumi della biblioteca, fra i quali "La lettera scarlatta" (trovato fra le mani di Myra) o "Il Vampiro" (preso in prestito da Horace). 
Stufa del comportamento del Reverendo, Michaela va a recuperare i suoi libri dalla biblioteca, ritirando la sua offerta fatta alla città; durante gli spostamenti alla clinica  un gruppo di cittadini le ruba i volumi dal carro  e inizia un falò, sotto l'attenta supervisione di Jake. Sully e Matthew riescono a spegnere l'incendio prima che si propaghi del tutto, ma gran parte dei libri di Michaela sono perduti. Il Reverendo sembra sconvolto da questo avvenimento, ma rimane delle sue opinioni e cerca di invitare Michaela a messa la domenica, ottenendo un rifiuto. 
Illuminata da un'idea, la donna prende in mano un libro ed entra in chiesa durante la funzione, iniziando a spiegare al Reverendo che ha in mano un libro veramente diabolico che parla di tentazioni del diavolo, di omicidi e padri che sacrificano i figli. L'uomo le dice che è disposto a disfarsene, ma quando Michaela glielo mostra vede che si tratta della Sacra Bibbia.
Imparando la lezione, il Reverendo e gli altri cittadini escono dalla chiesa e aiutano Michaela e la sua famiglia a mettere ad asciugare i libri e a salvare quelli sopravvissuti all'incendio.

## Il mostro
- Titolo originale: Halloween II
- Diretto da: Jerry London
- Scritto da: Toni Graphia

### Trama
Michaela legge ai ragazzi il libro di Frankenstein e Brian rimane molto colpito dalla storia del mostro che in realtà è semplicemente un uomo diverso che si sente molto solo perché allontanato da tutti. In paese girano voci in merito a un animale feroce che sta facendo sparire gli animali dalle trappole di Hank e che si aggira nei boschi. Brian, camminando nella foresta, incontra un uomo dal volto completamente sfigurato. Nonostante lo spavento iniziale, il bambino lo aiuta quando rimane intrappolato con la gamba in una tagliola e poi lo porta a casa per farlo curare da Michaela. Anche la reazione del dottore, all'inizio, è di terrore; poi si rende conto che si tratta di un uomo che ha bisogno del suo aiuto e lo nasconde al resto dei cittadini. L'uomo non parla, ma porta sempre con sé un'enorme lanterna. Sully la fa vedere a Robert E., che gli conferma che si tratta di una lanterna da ferrovia, usata da un convoglio il cui numero è stampato sopra di essa.
Michaela vorrebbe operare il "mostro" e fargli una plastica sperimentale, dato che ha letto di esperimenti effettuati con successo da altri medici; l'uomo, però, rifiuta. Sully intanto scopre che si tratta dell'unico sopravvissuto a un disastro ferroviario. Michaela sfrutta questo dolore per far cambiare idea all'uomo e lo convince a farsi operare per sistemare la sua faccia. 
L'operazione è lunga e richiede varie fasi, così Michaela si chiude alla clinica con Colleen e non ne esce quasi mai; in città si spargono voci sul suo conto e tutti credono che stia facendo degli strani esperimenti con i cadaveri. Dorothy, curiosa, entra alla clinica e vede l'uomo operato col volto ancora pieno di cicatrici e, spaventata, ne parla con Sully che la implora di non dire niente a nessuno. Come sempre, Dorothy non mantiene il segreto e ne parla con Loren e gli altri. Hank e Jake guidano una crociata alla clinica per cercare il "mostro" e lo inseguono mentre l'uomo scappa via con Brian. Il bambino si mette in mezzo fra lui e gli altri abitanti di Colorado Springs; come sempre è Michaela a fare un discorso ai suoi compaesani e a far capire loro che non si tratta di un mostro, ma di un uomo che è stato da poco operato. Convinti gli altri, Michaela porta a termine le operazioni con successo e l'uomo si ritrova finalmente con un volto normale e delle cicatrici minime. Tuttavia non regge quando gli abitanti del paese lo attorniano per parlare con lui e scappa nuovamente nel bosco. Michaela, scoperto che l'uomo si chiama John ed era addirittura il macchinista del treno precipitato dal ponte, lo va a cercare e lo convince a continuare a vivere la sua vita, dato che l'incidente non è stata colpa sua. John finalmente parla e le fa capire che pensa di non meritare di vivere per ciò che ha fatto, ma Michaela lo aiuta consolandolo e aiutandolo a trovare la pace. Alla festa di Halloween, il Dr. Mike si presenta con i figli e John, che viene accolto con gioia da tutti gli amici di Michaela.

## Intrigo a Washington (prima parte)
- Titolo originale: The Washington Affair: Part 1
- Diretto da: Jerry London
- Scritto da: Josef Anderson
- Guest star: Nicholas Pryor (Sen. George Steward)

### Trama
Quando Michaela e Sully hanno a che fare con l'ennesimo agente indiano razzista e pronto allo sterminio dei nativi, la donna decide di andare a Washington per cercare di parlare con il Presidente e il Congresso. Sebbene all'inizio sia contrario, Sully decide di seguirla e porta con sé anche Nube che corre come rappresentante degli indiani Cheyenne. 
Arrivati nella capitale, i tre fanno amicizia con il Generale Eli Parker, un indiano salito di grado per i suoi meriti durante la guerra di secessione e "braccio destro" del Presidente Grant. Nel Congresso, però, non tutti sono favorevoli alle politiche "pacifiste" del Presidente, che vorrebbe un'espansione più mite e che salvaguardi gli indiani. Fra i maggiori rivali di questa politica c'è il Senatore George Steward, che manifesta tutto il suo disappunto quando Michaela va a cercare di parlare a una conferenza sul tema, non invitata. 
Il generale Parker invita Michaela e i ragazzi a una cena a cui presenzierà la First Lady, Julia Grant, con la quale il Dr. Mike fa subito amicizia. Allo stesso modo Colleen conosce la figlia del presidente, Nellie, e Brian diventa compagno di giochi di Jesse Grant. È proprio durante una serata passata alla Casa Bianca che Jesse mostra al nuovo amico il passaggio segreto che conduce all'ufficio di suo padre. Mentre sono nascosti lì dentro, Brian sente il Senatore Steward prendere accordi con un altro uomo e ordire un complotto che porterà alla possibile morte del Presidente. Il bambino rivela ciò che ha sentito a Sully, ma non sa chi fossero gli uomini che parlavano.
Intanto il Dr. Mike fa visita ai campi di reintegro alle periferie della città, dove sono stati ghettizzati gli ex-schiavi di colore che si stanno "riabilitando". La donna aiuta gli ospiti di questa baraccopoli e poi critica la loro situazione davanti ai Senatori, invitando il Congresso a non fare gli stessi errori con gli Indiani. La sua richiesta, insieme a Sully e Nube che corre, è quella di scegliere con più cura gli agenti indiani che andranno in Colorado. Il senatore Steward, quando sente il nome di Byron Sully, chiede a un suo uomo di tenerlo d'occhio, convinto che sia "tornato" per vendicarsi. Dopo il fantastico discorso di Michaela, il Presidente Grant le offre un lavoro a Washington, dandole l'occasione di trasferirsi lì con tutta la famiglia...

## Intrigo a Washington (seconda parte)
- Titolo originale: The Washington Affair: Part 2
- Diretto da: Jerry London
- Scritto da: Beth Sullivan (creator)
- Guest star: Nicholas Pryor (Sen. George Steward)

### Trama
Michaela decide di rinunciare al lavoro offertole dal Presidente e sta per tornare a casa insieme alla famiglia. Tuttavia Sully viene arrestato proprio quando è in procinto di partire. L'accusa è di diserzione, ma il Dr. Mike non vuole credere al motivo per cui Sully è detenuto. Quando Michaela va a trovare Sully, l'uomo le conferma che effettivamente era nell'esercito dopo la morte di Abigail e poi ha disertato dopo aver capito che non era la vita per lui. Sully non fa in tempo a dirle molto, se non che la ama, prima che la trascinino fuori dalla prigione.
Michaela incontra il Senatore Moses e gli chiede aiuto per liberare Sully, lui le dice che è una storia vecchia che risale alla Georgia, ma i due sono interrotti dal Senatore Steward, che li intravede discutere. Quando Michaela fa visita a Moses nel suo ufficio, lo trova morto. Lei sospetta che sia stato avvelenato, ma Steward e il dottore stabiliscono che si è trattato di infarto. Intanto la condanna per Sully è stabilita: dovrà essere giustiziato il giorno dopo. Michaela è sconvolta e vorrebbe chiedere aiuto al Presidente Grant, con il quale ha instaurato ottimi rapporti, ma non sa come fare. Così Brian la porta attraverso il passaggio segreto nel suo ufficio. La donna convince Grant a commutare la condanna a morte di Sully in carcere a vita, così da salvarlo finché non riuscirà a tirarlo fuori di prigione. Michaela va a trovare Sully col permesso del Presidente e lui le racconta come mai ha disertato: durante la guerra era un cecchino formidabile e l'aveva spinto a uccidere un uomo d'affari con la scusa che stava progettando un'arma segreta pericolosa. In realtà l'ordine era stato dato per eliminare l'uomo e ottenere gli agganci necessari con la compagnia ferroviaria in vista di enormi guadagni. Sully chiede a Michaela di scoprire chi aveva dato l'ordine di trasferirlo, in modo da capire chi ha ordito il complotto e l'ha fatto arrestare. 
L'unico disposto ad aiutare Michaela è il generale Parker, che si trova coinvolto con Michaela in un attentato e rimane ferito a un braccio. Nemmeno il Detective Simpson, capo della polizia, vuole ascoltare la donna. Così Michaela, preoccupata per i ragazzi, li spedisce a casa col treno e dona a Matthew una lettera che dovrà consegnare solo a Dorothy. I ragazzi sono in viaggio e Matt, preoccupato per la madre, legge la lettera insieme a Colleen. I due decidono di tornare indietro con Brian. Parker e il Dr. Mike fanno scappare Sully e lo portano a nascondersi nella baraccopoli degli immigrati; i soldati li vanno a cercare anche lì, ma i due riescono a fuggire. Andando a cercare negli archivi dei documenti militari, i due scoprono che chi aveva voluto il trasferimento di Sully era stato proprio il Senatore Steward. 
Il generale Parker riesce a fare intrufolare Michaela e Sully a un concerto serale alla Casa Bianca, però viene arrestato dall'ispettore Simpson che lo accusa di tradimento e di aver fatto scappare Sully di prigione. Durante il concerto, Sully si rende conto che un cecchino è appostato all'esterno della casa e vorrebbe sparare al Presidente Grant. Sully riesce a salvarlo appena in tempo, proprio mentre l'uomo spara un colpo che evita il Presidente per un soffio. Quando l'ispettore vuole arrestare Sully, Michaela spiega a tutti che il complotto era stato ordito dal Senatore Steward in combutta proprio con l'ispettore. Ascoltata la loro versione e, resosi conto che Sully gli ha salvato la vita, il Presidente Grant fa arrestare i due uomini. Brian, Matthew e Colleen sopraggiungono e il fratello maggiore rende la lettera misteriosa al Dr. Mike, preoccupata dal fatto che il figlio l'abbia letta. 
Viene il momento della partenza e a Sully vengono restituiti i gradi con onore direttamente dal Presidente, che gli propone anche di diventare agente indiano per i territori del Colorado.

## Una scelta difficile
- Titolo originale: Money Trouble
- Diretto da: Chuck Bowman
- Scritto da: Beth Sullivan (creator)

### Trama
Sully è a corto di soldi e i lavori della nuova casa si bloccano. La donna, che guadagna bene col suo lavoro di medico, vorrebbe aiutarlo a pagare le spese, ma Sully rifiuta categoricamente, convinto che sia l'uomo a dover portare i guadagni alla famiglia. Questa differenza di pensiero crea una nuova discussione fra i due, dato che il Dr. Mike vorrebbe a ogni costo aiutarlo in modo da poter finire la casa prima del matrimonio e non doverlo rimandare. Intanto arriva in città uno spettacolo di finti indiani e cowboy che irrita Sully per la sua faziosità. Il direttore dello spettacolo, Judd McCoy, è un lanciatore di coltelli e, durante una rissa al saloon, si rompe una mano. Temendo che ciò possa fermare i suoi spettacoli, si informa e cerca qualcuno in città che possa sostituirlo. Nonostante ciò vada contro i suoi principi, Sully accetta il lavoro quando McCoy gli propone di esibirsi con coltelli e tomahawk. Michaela è particolarmente sconvolta da ciò, dato che Sully preferisce lavorare in uno spettacolo che detesta piuttosto che accettare soldi da lei.
Intanto Myra è sonnambula e si comporta in modo molto strano: la notte si sveglia all'improvviso cantando o urlando, e una sera va addirittura al saloon a cercare Hank come faceva quando era una prostituta. Dopo numerose visite, Michaela capisce che Myra è incinta. 
Sully partecipa allo spettacolo e viene presentato come "Sully il Selvaggio", cosa che lo irrita al punto da rovinare la sua esibizione e andarsene ben prima della fine. Michaela, dopo aver comunicato a Horace e Myra che avranno presto un bambino, va a cercare Sully sul terreno della loro casa e si ravvede, dicendogli che se non possono permettersi una nuova abitazione rimarranno alla casetta. Ma Sully, finalmente comprese le ragioni di Michaela, decide di accettare i suoi soldi e le fa capire che insieme possono permettersi di continuare a costruire la casa.

## Il Ringraziamento
- Titolo originale: Thanksgiving
- Diretto da: Alan J. Levi
- Scritto da: Josef Anderson
- Guest star: Johnny Cash (Kid Cole), June Carter Cash (Sorella Ruth)

### Trama
Michaela e Sully stanno aspettando la diligenza per tornare a Colorado Springs e si imbattono in Kid Cole e Sorella Ruth, felicemente sposati da un anno. Michaela, felice di rivederli, li invita a casa loro per il pranzo del Ringraziamento. Intanto, a casa, i ragazzi devono preparare la cena ma si trovano a corto di cibo e, soprattutto, non hanno un tacchino da cucinare.
Sulla diligenza per Colorado Springs, insieme alle due coppie, c'è anche una donna incinta che sembra avere dei forti dolori. Quando la sopportazione arriva al culmine, Michaela fa fermare la carrozza per visitarla. All'improvviso degli spari freddano i due conducenti della diligenza e i passeggeri si rifugiano nella boscaglia. La donna incinta si rivela essere in realtà una ladra con una pancia finta e, insieme al compagno, deruba i passeggeri dei loro soldi e porta via al Dr. Mike anche un cameo di notevole valore. 
Lasciati a piedi, i quattro si rifugiano in una vecchia stazione abbandonata, dove vengono attaccati dagli Indiani. Cole e Sully fanno di tutto per tenerli lontani, spaventandoli con i pochi proiettili che gli sono rimasti. 
Colleen, Brian e Matthew cercano invano di trovare ingredienti per i piatti del cenone, chiedendo aiuto agli altri paesani. 
Intanto Michaela e Sorella Ruth parlano del matrimonio, mentre Kid Cole delizia i suoi compagni di disavventura con una canzone sul Ringraziamento.  
Quando i ragazzi vanno all'emporio a comprare le ultime scorte, si imbattono proprio nei due ladri che hanno derubato il Dr. Mike e Colleen si rende conto che la donna indossa un cameo identico a quello di Michaela. Capendo di essere stati scoperti, i due derubano anche Loren e scappano, con una squadra di inseguitori istituita al momento per rintracciarli. 
Brian va a caccia del tacchino e per poco non spara a Nube che Corre, visto che non è un tiratore provetto. 
Sully e Michaela fuggono, mentre Kid Cole li copre con gli ultimi colpi di pistola rimasti. I due fuggitivi si imbattono nel gruppo di Colorado Springs, che mette in fuga gli Indiani e poi insieme vanno a recuperare la coppia rimasta nella stazione abbandonata. 
A fine giornata, le due coppie tornano a casa del Dr. Mike e festeggiano insieme il Ringraziamento, scoprendo che i ragazzi hanno cucinato anche grazie a Nube che Corre, che li ha raggiunti con un tacchino.

## Questioni di donna (prima parte)
- Titolo originale: Ladies' Night: Part 1
- Diretto da: Jerry London
- Scritto da: Toni Graphia

### Trama
Hank decide di istituire una serata per le donne al saloon, garantendo che ogni giovedì sera "chiunque indossi una sottana" potrà bere gratis. 
Dorothy si fa visitare da Michaela per una brutta tosse e il dottore si rende conto che l'amica ha un nodulo a un seno. Preoccupata, le chiede di farsi visitare in modo più accurato, ma Dorothy rifiuta categoricamente. Intanto la donna continua a uscire con Jake, sotto lo sguardo geloso di Loren. La scoperta del nodulo, però, non le consente di essere serena nel suo rapporto con il Sindaco. 
Anche Colleen ha dei problemi, sebbene di natura opposta: un compagno di scuola, Jared, le chiede di aiutarlo con i compiti, ma in realtà si tratta di una scusa per stare con lei, visto che è attratto dalla grandezza del suo seno. Fortemente imbarazzata, Colleen lo schiaffeggia ed evita le sue avances. Più tardi chiede consiglio a suo fratello Matthew per sapere come dovrebbe comportarsi se un ragazzo la corteggia, dato che è la prima volta.
Michaela parla con Loren e gli chiede se Dorothy abbia avuto malattie in famiglia: lui, un po' distrattamente, le rivela che la madre della donna era morta a causa di noduli al seno.
Loren e Jake decidono di prendere in giro Hank e si travestono da donne per poter bere gratis di giovedì sera. La cosa si ritorce loro contro, perché durante la serata femminile due ladri rapinano il saloon e tutti i clienti. Jake, mentre si trova fuori dal saloon a tracannare alcool ancora nei panni di "Jane" Slicker, viene rapito dai due malviventi.  
Intanto Loren convince Dorothy a parlare con Michaela, che si è documentata a fondo sui cancri da noduli. Il medico dice all'amica che non può stabilire se il tumore sia benigno o maligno, ma se si farà operare aumenterà le sue probabilità di sopravvivenza in ogni caso. Tuttavia ciò le causerà la perdita del seno operato. Dorothy è sconvolta perché non vorrebbe che la sua figura cambiasse a tal punto, ma decide di pensarci.

## Questioni di donna (seconda parte)
- Titolo originale: Ladies' Night: Part 2
- Diretto da: Jerry London
- Scritto da: Toni Graphia

### Trama
Dorothy è ancora sconvolta dalle rivelazioni di Michaela e si confida con Sully, chiedendogli di convincere la donna a non obbligarla a farsi operare. Lui si rende conto che il Dr. Mike è in preda a un dilemma morale, dato che come medico vorrebbe che Dorothy si sottoponesse alla chirurgia, ma come migliore amica sa di volerle stare vicino a qualunque costo. 
Intanto Jake è ancora ostaggio dei banditi Carl e Ronnie, che non sanno che lui in realtà non è una donna; quando gli chiedono di cucinare e cucire, lui risponde di non esserne capace e ammette di sapere solo tagliare i capelli. Dorothy decide di non farsi operare, perché è convinta di voler vivere la sua vita senza il problema dell'aspetto esteriore che le causerebbe la perdita di un seno. Loren è molto preoccupato e propone a Dorothy di partire per New York dopo aver venduto l'emporio, ma lei non accetta e gli confessa di voler proseguire con le loro attività come se niente fosse.
Michaela parla con Colleen e cerca di farle capire che anche lei da giovane aveva problemi con i ragazzi, ma col tempo gli scherzi passano. Preoccupata per il modo di agire di Jared nei suoi confronti, vorrebbe parlarne con i genitori del ragazzo, ma Colleen le chiede di lasciare fare a lei. Così, al picnic domenicale, Colleen rimette in riga Jared e lo convince a smetterla di prenderla in giro. 
La domenica, quando Dorothy raggiunge tutti i suoi amici a messa, Brian le chiede se vuole aiutarlo a piantare il seme di una quercia, ma Dorothy gli spiega che tanto non la vedrebbero mai diventare grande come gli alberi secolari perché morirebbero prima. Michaela, vedendo Brian afflitto, gli spiega che magari lui non vedrà l'albero crescere, ma i suoi figli e i suoi nipoti sì. A questo punto, Dorothy capisce di voler essere operata e Michaela non perde un solo minuto ed esegue la chirurgia. Loren confessa a Sully che l'ha sempre amata e che per lui è ancora bella come il primo giorno in cui l'ha incontrata. 
Jake viene liberato da Ronnie, il più gentile dei due banditi, e torna in città per scoprire che Dorothy è stata operata per un cancro. Deluso di non esserci stato quando lei ne aveva bisogno, decide di starle vicino dopo l'operazione e le promette che sarà più bella di prima. In realtà, confidandosi con Loren, ammette che non ha preso bene l'idea che Dorothy rimarrà senza un seno e che non la guarderà più con gli stessi occhi. Loren lo biasima e gli proibisce di prenderla in giro. 
Michaela, pensando cosa farebbe Sully in una situazione simile, si sente rispondere senza bisogno di chiederglielo che lui l'amerà in ogni caso e che per lui sarà sempre bella come il primo giorno in cui l'ha vista.

## Il primo Natale
- Titolo originale: A First Christmas
- Diretto da: Chuck Bowman
- Scritto da: William Schmidt

### Trama
La famiglia di Itzhak Frankel, rigattiere ambulante sposato con Zara e padre di Aaron, arriva a Colorado Springs. Si tratta di un ebreo emigrato dalla Prussia e sempre in viaggio per gli Stati Uniti alla ricerca di clienti. L'uomo si mette subito in competizione con Loren, praticando prezzi più bassi e più "onesti" di lui. Allora Loren inizia a fargli una concorrenza sleale convincendo tutti i suoi clienti a non acquistare niente da Itzhak, minacciandoli di non far loro più credito all'emporio.
Gli ebrei non sono ben visti da Loren e Jake, che iniziano a tramare alle loro spalle per vietare il loro commercio in paese. Al contrario, Michaela fa subito amicizia con Itzhak e Brian diventa compagno di giochi di suo figlio Aaron. Zara, tuttavia, non vede di buon occhio questa frequentazione perché Brian racconta a suo figlio di Gesù e del Natale. Il Dr. Mike, però, riesce a guadagnarsi la fiducia della donna quando guarisce la sua bambina da una laringite. Jake e Loren portano una mozione in consiglio per chiedere che sia vietata la vendita agli ambulanti: Itzhak cerca di spiegare ai cittadini di Colorado Springs che lui e la famiglia cercano solo un posto in cui stabilirsi una volta per tutte e poter entrare nella comunità. A sorpresa, la mozione viene respinta anche grazie al voto negativo del Reverendo, che si dimostra stranamente aperto di vedute. 
Tuttavia Jake e Loren scatenano una "rivolta" della cittadinanza che smette di comprare da Itzhak; l'unico che non pare coinvolto dal loro odio "religioso" è Hank, che spiega di andare d'accordo con gli ebrei da quando gli hanno salvato la vita alcuni inverni prima. Mentre Sully, Michaela e i ragazzi vanno a festeggiare Hanukkah insieme ai Frankel, Loren e Jake organizzano una sorta di spedizione punitiva e vanno a travolgere il carro con la merce di Itzhak, che cade addosso al suo proprietario, ferendolo all'addome. Solo in quel momento i due si rendono conto di avere esagerato e decidono di aprire la mente una volta per tutte. Mentre i Frankel sono alla clinica ad accendere l'ultima candela di Hanukkah, i paesani fanno loro visita e li invitano a restare promettendo solidarietà e stima.

## L'agente indiano
- Titolo originale: Indian Agent
- Diretto da: Jerry Jameson
- Scritto da: William Schmidt

### Trama
Sully riceve l'investitura ufficiale ad agente indiano per i territori del Colorado, convinto che potrà fare grandi cose per aiutare gli Cheyenne. Intanto, alla riserva, Nube che corre e Passero della neve sono in festa perché la donna è di nuovo incinta dopo tanni anni. La notizia li ha resi enormemente felici, ma sulla tribù grava l'ombra della mancanza di cibo. Non potendo spostarsi i guerrieri per cacciare le mandrie di bisonti decimate, gli unici rifornimenti in arrivo sono quelli che il Sovrintendente Hazen, il superiore di Sully, può fare arrivare. Arrivato il primo carico di viveri, Sully scopre che in realtà sono state mandate solo cianfrusaglie e si lamenta con Hazen, che si trova spesso al saloon con Hank. Nel frattempo, Loren pratica diversi sconti sulla merce all'emporio. Preoccupato per la salute degli Cheyenne, Sully usa il suo primo stipendio per comprare loro del cibo in attesa dei rifornimenti ufficiali. 
Intanto un gruppo di indiani diventa schiavo dell'alcool e inizia a scambiare oggetti rubati e persino frecce sacre con Hank, che fornisce loro whisky. Fra questi c'è anche Franklin, l'indiano che Sully aveva aiutato tempo prima. Nube che corre accusa Sully di fidarsi troppo del governo e di non essere più la persona che conosceva un tempo, e i due si trovano anche a litigare quando Sully cerca di eliminare l'alcool dalla tribù, prevedendo dei disastri per gli uomini che continuano a ubriacarsi. Nube che corre gli fa notare che senza cibo è più facile sopravvivere con la pancia piena di alcool. 
Michaela e Sully indagano su Hazen e scoprono che non ha mai sollecitato l'invio di nuove razioni di cibo come aveva promesso, anzi ha venduto tutte le scorte destinate agli Cheyenne a Loren, che ha pensato bene di svenderle scontate ai paesani di Colorado Springs. Allo stesso tempo, sempre Hazen ha fatto un patto con Hank per fare entrare l'alcool nella tribù degli Cheyenne.
Intanto la carenza di cibo inizia ad avere effetti drammatici: Passero della neve perde il suo bambino e ne rimane sconvolta. In seguito tanti indiani vanno incontro a casi di intossicazione acuta da alcol e rischiano la morte. È solo grazie a Michaela se viene evitato il peggio. 
Deluso dagli avvenimenti, Sully manda un telegramma al Presidente Grant, che tuttavia gli risponde frettolosamente ringraziandolo del suo operato in Colorado. È allora che Sully si rende conto di essere stato usato anche dal Presidente, che gli aveva promesso ben altro dalla sua attività di agente indiano. Deciso a lasciare il lavoro, è Michaela a spronare Sully per fare ciò che è più giusto e aiutare gli Cheyenne come ha sempre fatto. Allora Sully cambia idea e va a rubare le scorte di viveri che Loren tiene in magazzino per ridarle ai legittimi proprietari. Loren lo lascia fare, rendendosi conto di aver sbagliato ad accettare il patto con Hazen; poi Sully va a riprendere le frecce sacre, minacciando Hank e facendogli notare che non ha paura di lui. Hazen se ne va dalla città e dice a Sully che lo reputa ancora un ingenuo e che prima o poi capirà che gli ideali devono essere abbandonati. Ma l'uomo conferma che rimarrà un agente indiano e invierà a Hazen e al presidente i suoi rapporti. 
Passero della neve riesce a risollevarsi dopo la morte del bambino e si riavvicina a Nube che corre.

## La fine del mondo
- Titolo originale: The End of the World
- Diretto da: Victor Lobl
- Scritto da: Beth Sullivan (Creator)

### Trama
Quando un giornale di New York annuncia che una cometa distruggerà la Terra, in paese scoppia il panico. Tutti sembrano credere alla strampalata idea che l'enorme cometa cadrà sul pianeta distruggendo ogni forma di vita, e solo il Dr. Mike sembra sicura del contrario. Come sempre c'è chi cerca di approfittare della situazione, così Loren e Hank iniziano a creare dei finti segni a conferma che sta arrivando davvero la fine del mondo: tingono l'acqua di rosso e cercano anche di pitturare un cavallo di azzurro, poco prima che Michaela li scopra. I bambini sono sconvolti dalla rivelazione e reagiscono a modo loro: Colleen cerca di divertirsi il più possibile con i suoi amici, convinta che non diventerà mai "grande", mentre Brian rimane colpito quando scopre un piccolo meteorite caduto nel bosco. Parlando con Nube che corre, il bambino si convince che si tratti di un'anima che stava tornando in cielo. 
Michaela vorrebbe convincere tutti a non avere paura della "fine del mondo", ma il panico generale porta gli abitanti di Colorado Springs ad agire come se avessero solo pochi giorni da vivere: Grace spende tutti i soldi per un servizio di piatti francese, Robert E. si prende una giornata di vacanza e sta tutto il giorno sull'amaca, Matthew e Ingrid vorrebbero sposarsi per poter coronare il loro sogno d'amore, Jake si costruisce un rifugio fuori città e il Reverendo ascolta le confessioni di quasi tutti i cittadini. La notte della "fine del mondo", si scatena un temporale devastante e Michaela si ritrova a dover operare Horace di appendicite, aiutata solamente da Hank. Sully e Colleen, invece, inseguono Brian nel bosco mentre riporta il frammento di meteorite nel posto in cui è caduto e urla al cielo, chiedendo a Dio di perdonarlo per aver rubato un'anima. 
Operato Horace, Michaela lascia Hank a vegliare su di lui, e si dirige in chiesa dove si sono riuniti tutti i suoi concittadini; allo scoccare della mezzanotte, tuttavia, non accade niente. La fine del mondo non c'è stata, e Hank legge sul telegramma ricevuto poco prima da Horace che la storia della cometa era tutta una bufala. Felici e pronti a tornare a vivere, gli abitanti di Colorado Springs festeggiano insieme.
- Curiosità:

Questo è il primo episodio in cui appare Jessica Bowman, che sostituisce la precedente interprete di Colleen, Erika Flores.

## La vetta della pace
- Titolo originale: Pike's Peace
- Diretto da: James Keach
- Scritto da: Kathryn Ford

### Trama
In città arriva Sam Lindsay, un'insegnante progressista e femminista che movimenta la vita del Dr. Mike e della sua famiglia. Sam è una donna piena di vita e vede nel legame che lega Sully e Michaela un amore appassionato e sincero. Nel frattempo Myra ha ancora un mese prima di dover partorire, così Michaela le consiglia di fare movimento e tenersi in forma, per prepararsi al meglio all'arrivo del piccolo. Sully ha una caviglia slogata e si muove con le stampelle, così non può fare da guida a Sam quando decide di scalare il Pikes Peak, l'alto monte vicino a Colorado Springs. La donna assolda invece un ubriacone un po' maleducato che la condurrà sulla montagna. Michaela vorrebbe aggregarsi alla spedizione per scalare il picco, ma Sam si oppone e le vieta di andare con lei. Tuttavia, la guida torna in città senza Sam e dichiara che la donna l'ha obbligato ad andarsene a metà del percorso. Michaela, convinta che Sam possa essere in pericolo, decide di raggiungerla e assolda di nuovo l'uomo per portarla dove ha lasciato Sam. Sully cerca di farla desistere, ricordandole che Sam non la voleva con lei, ma il Dr. Mike non vuole sentire ragioni e parte per il Pikes. Intanto Myra cerca di parlare con Grace del fatto che la donna e Robert E. hanno deciso di adottare un bambino perché non riescono ad avere figli, ma Grace non ne vuole sapere e si manifesta poco vicina all'amica che sta per partorire. Durante una visita al Café, a Myra si rompono le acque e inizia il suo lunghissimo travaglio.
Michaela intanto si fa lasciare dalla guida nel posto in cui ha visto per l'ultima volta Sam e inizia la sua scalata del monte; dopo alcune ore trova Sam viva e tranquilla, che si gode il panorama. La donna è cocciuta e sembra avere delle crisi respiratorie, ma insiste per rimanere sola. Mentre Michaela dorme, cerca di lasciarsela alle spalle. Il Dr. Mike, però, insiste e la raggiunge, sventando anche l'attacco di un puma e salvandole la vita. È a questo punto che, visitandola più attentamente, si accorge che sta molto male. Sam ammette di stare per morire di leucemia.
A Colorado Springs, invece, il travaglio di Myra dura troppo e Colleen spiega a Dorothy che se il bambino non nascerà da solo dovrà praticare un cesareo d'urgenza; Sully e Jake cercano di farle forza, in assenza del vero dottore. Michaela tiene compagnia a Sam nelle sue ultime ore di vita: la donna racconta che ha amato un uomo che aveva abbandonato la moglie per lei e per anni hanno vissuto insieme destando scalpore ovunque andassero, ma senza avere figli. Il suo unico rimpianto è non avere avuto una figlia come Michaela. Più tardi, nella notte, Sam muore e Michaela le prepara una tomba di rocce e recita per lei una poesia.
Colleen fa nascere la bambina di Myra in modo naturale e tutto va bene per entrambe, persino Grace goisce per la nascita della piccola Samantha. Michaela torna in città con le parole delle poesie di Sam in mente e, quando vede Sully ad attenderla fuori dalla clinica, i due si abbracciono teneramente.

## Cooper contro Quinn (prima parte)
- Titolo originale: Cooper vs. Quinn: Part 1
- Diretto da: Chuck Bowman
- Scritto da: Sara Davidson

### Trama
Sully e Michaela hanno deciso di adottare legalmente Colleen e Brian una volta che saranno sposati. Dopo aver consultato Jake, i due mettono un annuncio sui giornali di Denver e Boston e devono attendere che passi del tempo in caso che il signor Cooper si rifaccia vivo e neghi loro questo diritto. Passati alcuni giorni, Ethan Cooper si ripresenta a Colorado Springs in compagnia della sua nuova moglie, Lillian, una ragazza giovane, gentile e figlia di un ricchissimo uomo d'affari dell'Oregon. Ethan non sembra opporsi all'adozione, e si ritrova addirittura a firmare i documenti garantendo a Sully e Michaela l'affidamento di Colleen e Brian. Nel frattempo, però, passa un po' di tempo coi suoi figli e, come sempre, li riempie di regali e li vizia. Sully porta Ethan a visitare i territori vicini per aiutarlo a trovare dei terreni da acquistare e che lui intende far fruttare una volta arrivata la ferrovia; durante questa uscita, Ethan rivela a Sully che Lillian entrerà in possesso di tutti i soldi del padre solo una volta che avranno un figlio loro. Intanto Lillian chiede a Michaela di visitarla per capire come mai non è ancora rimasta incinta ed è così che il Dr. Mike scopre che Lillian è nata "senza utero" e così non potrà mai avere figli. 
Tenuto conto di ciò, Ethan cambia idea e decide di non concedere più l'adozione a Sully e Michaela; Sully spiega al Dr. Mike ciò che gli ha confidato Ethan e i due si rendono conto che non è interessato davvero ai suoi figli, bensì al denaro. Michaela cerca di convincerlo a lasciarle Colleen e Brian, ma Ethan non vuole sentire ragioni, così i due decidono di appellarsi alla decisione di un giudice.
Comincia così una causa in cui le due parti si rappresentano da sole. Ethan chiama a deporre: Dorothy, che si trova costretta ad ammettere del doppio fidanzamento di Michaela con Sully e David, ma che conferma anche la poco etica presenza di Sully a casa di Michaela più volte durante la notte; il Reverendo che racconta di come il Dr. Mike si sia sempre fatta avanti per adottare dei bambini in difficoltà; Loren, che rivela di come Brian si fosse ferito alla testa saltando da un albero mentre era fuori con Sully; e infine Matthew, che si trova obbligato a confermare che a volte Michaela è stata troppo presa da se stessa o dal lavoro (come nel caso della campagna per diventare sindaco) per occuparsi dei ragazzi. Quando tocca al Dr. Mike parlare, si trova obbligata a difendersi e a ricordare a Ethan che per i suoi figli non c'è stato mai e così Charlotte li ha affidati a lei sul letto di morte. Chiede al giudice di rispettare questa volontà per ricordare la madre di Colleen e Brian. Tuttavia la corte sentenzia a favore di Ethan e decide che i bambini andranno a lui e Lillian, essendo lui il padre biologico dei ragazzi...

## Cooper contro Quinn (seconda parte)
- Titolo originale: Cooper vs. Quinn: Part 2
- Diretto da: Daniel Attias, Chuck Bowman
- Scritto da: Beth Sullivan (creator), Sara Davidson

### Trama
Colleen e Brian si trasferiscono nella casa temporanea di Ethan e Lillian e chiedono al padre di poter rimanere a Colorado Springs fino ai festeggiamenti per la giornata romana organizzata a scuola. Intanto Michaela e Sully decidono di ricorrere in appello e lei si mette in contatto con un vecchio avvocato di Boston che era amico di suo padre. Nel frattempo cercano anche di convincere il giudice a ordinare a Ethan di rimanere a Colorado Springs finché non ci sarà la sentenza definitiva e per fare ciò gli rivelano di come l'uomo avesse tentato di truffarli e di rubare non solo il cavallo di Sully, ma anche i soldi per la costruzione della scuola. Quando il giudice non vuole sentire ragioni, i due si trovano costretti ad aspettare. Intanto i ragazzi fanno capire in ogni modo a Ethan che non vogliono partire con lui e Lillian.
Myra ha problemi con la piccola Samantha, che non vuole saperne di dormire e non fa altro che piangere. Tutti i metodi consigliati dagli altri non portano a nessun risultato, così Myra si trova a vagare di notte per il paese e chiede aiuto a Hank, che stranamente riesce a calmare la bambina, facendo capire a Myra che sarebbe stato un buon padre.
Matthew si sfoga con Sully e lo critica perché gli fa notare che per la prima volta in vita sua non combatte per ciò in cui crede e non infrange alcuna regola; Sully capisce che il ragazzo ha solo bisogno di piangere su una spalla amica e lo lascia gridare, per poi spiegargli che lui e Michaela faranno il possibile affinché Colleen e Brian non se ne vadano via e lui non rimanga solo. 
Alla giornata romana, Colleen vorrebbe gareggiare nella corsa delle bighe padre-figlia con Sully, ma Ethan si intromette e trascina lui la figlia durante la gara. I due vincono, ma Colleen scoppia a piangere e spiega al Dr. Mike che il padre ha rovinato tutto. Alla prova delle catapulte, Brian fa fiasco con quella costruita da lui, così Ethan gli ricorda che gli aveva consigliato di sistemarla allungandone il braccio. Sully l'aveva sconsigliato per permettere a Brian di realizzarla come meglio credeva e Michaela sostiene il bambino, facendogli capire che tutte le grandi scoperte sono arrivate dalla sperimentazione, anche dopo tanti fallimenti. Ethan e Lillian decidono di partire il giorno dopo e così Brian e Colleen, durante la notte, scappano. Matthew minaccia Ethan e gli dice che lo riterrà responsabile se dovesse succedere loro qualcosa. Brian e Colleen si nascondono nei boschi e la ragazza cade in un torrente gelato. Dopo aver passato la notte al gelo, la mattina i due si rintanano nel capanno di Sully e vengono finalmente trovati da Lupo che guida Michaela e gli altri. Colleen sta male e ha una brutta polmonite; Michaela prega affinché riesca a sopravvivere.
Quando la ragazza inizia a stare meglio, arriva la conferma che l'appello è stato negato e che i bambini dovranno andarsene con Ethan; per la prima volta in vita sua il Dr. Mike non potrà mantenere una promessa fatta, e proprio ai suoi figli. Quando arriva il momento della partenza, Michaela invita Ethan a garantire gli studi di medicina a Colleen e poi chiede a Lillian di occuparsi sia delle esigenze adolescenziali della figlia che delle paure infantili di Brian, che ama le favole e spesso si sveglia di notte.
La carrozza di Ethan parte, ma Lillian, giunta alla conclusione che ciò che stanno facendo è sbagliato, invita Ethan a lasciare andare i suoi figli e così i due coniugi permettono ai ragazzi di rimanere a Colorado Springs con Michaela e Sully.

## Cosa vuol dire amore?
- Titolo originale: What is Love?
- Diretto da: Daniel Attias
- Scritto da: Carl Binder

### Trama
Il Reverendo dà ai bambini un compito particolare: devono scrivere un tema in cui spiegano cosa significhi l'amore. Brian inizia a vagare per il paese prendendo spunto da ciò che gli accade intorno. Dorothy vuole inscenare la tragedia di Romeo e Giulietta per allietare i compaesani nel giorno di San Valentino. Così inizia a fare delle prove per trovare gli attori migliori. Intanto Sully e Michaela decidono di passare una giornata da soli per la festa degli innamorati; Colleen, invece, convince Becky a fare l'audizione per la parte di Giulietta, anche se è convinta che otterrà il posto di protagonista. Matthew e Ingrid si allenano insieme perché anche lei vorrebbe partecipare alla recita. Dorothy, invece, riprende a uscire con Jake anche se Loren le fa capire che l'uomo la deluderà perché non la guarda più con gli stessi occhi, dopo l'operazione. 
Quando Dorothy sceglie gli attori per la tragedia, con grande sorpresa di tutti dà a Matthew il ruolo di Romeo e a Becky la parte di Giulietta. Colleen ci rimane malissimo e palesa questo suo rammarico con la sua migliore amica, invece che essere felice per lei. Intanto in città si diffonde un'epidemia di laringite che, a poco a poco, colpisce molti attori. Brian ascolta le vicende di tutti e all'inizio è felice perché tutti si amano e vanno d'accordo; ma pian piano le cose iniziano a peggiorare: Becky prende la laringite e rende a Colleen la pietra portafortuna della nonna che le aveva prestato per l'audizione. Sully scopre che deve andare a una conferenza importante come agente indiano e lascia la città pochi giorni prima di San Valentino; e Dorothy, anche lei con la laringite, scopre che Jake effettivamente non riesce più a stare con lei come donna e litiga con Loren che si è sempre impicciato dei loro affari. Colleen prende il posto di Becky durante la sua malattia, ma quando l'amica migliora capisce che dovrebbe cederle il posto e non riesce più a essere felice di recitare come Giulietta. Loren va ad aspettare la diligenza fuori città perché ha ordinato il sipario di broccato rosso per Dorothy e non vuole farsi vedere. Lì incontra Sully, che torna prima dalla conferenza per stare con Michaela a San Valentino. Quando Brian li vede capisce che i pezzi del puzzle stanno tornando a posto. Alla fine, Colleen lascia il posto a Becky come protagonista della tragedia e le ridà la pietra portafortuna di sua nonna; Dorothy ha il sipario dei suoi sogni. Matthew recita con i vecchi stivali del padre di Ingrid per farla contenta e il Dr. Mike si vede regalare un anello di fidanzamento da Sully, che le fa una sorpresa tornando prima. Brian scrive il suo tema spiegando che l'amore sono tutti questi oggetti, che in realtà simboleggiano l'affetto per coloro che si amano.

## Prova di forza
- Titolo originale: Things My Father Never Taught Me
- Diretto da: Alan J. Levi
- Scritto da: D. Brent Mote

### Trama
Il Dr. Mike scopre che Jackson Tait e il cinese Peter sono di nuovo in città e che devono far riparare un "mulo" che trasporta materiali per la ferrovia. Allora propone a Robert E. di prendere questo lavoro, visto che si tratta di una caldaia da riparare. Lui accetta perché se riuscirà nell'impresa la ricompensa saranno ben cinquecento dollari. Con lui lavorano Matthew, Peter e altri due operai cinesi che non parlano inglese. I lavori iniziano abbastanza bene, ma Robert E. si rende ben presto conto che se dovesse fallire, non solo rischierebbe di non venire pagato, ma ne andrebbe anche della sua incolumità. Peter familiarizza con Colleen, per la quale ha una forte attrazione; la ragazza porta agli operai da mangiare ogni giorno, con Peter e Matthew che si servono spesso di tè con il latte. I due operai cinesi mangiano spesso i loro biscottini, che provengono da una fabbrica di New York. Quando iniziano a stare male entrambi, Michaela non capisce cosa li abbia intossicati. Robert E. si manifesta poco disponibile nei confronti dei due quando iniziano a stare male, e le sue manie di schiavismo non piacciono nemmeno a Matthew, che lo lascia solo. Quando Sully torna dalla caccia, scopre che l'amico Robert E. è nei guai e si rende conto che ha bisogno di lui. Così inizia ad aiutarlo, con Matthew che si unisce di nuovo ai lavori. Intanto Michaela scopre che i due cinesi sono stati colti da avvelenamento da piombo, perché nei biscotti ce ne sono alcune tracce a causa delle condizioni pessime della fabbrica in cui sono stati preparati. Nonostante ciò, i due ragazzi sopravvivono e aiutano Robert E. a finire il lavoro. Quando Jackson Tait torna in città, insieme a Robert E. testa il mulo, scoprendo che l'ha riparato in modo ottimale. Una volta ricevuto il compenso, Robert E. porta Grace a comprarsi una giacca che desiderava da tanto tempo.

## La giovane fuorilegge
- Titolo originale: Baby Outlaws
- Diretto da: Jerry London
- Scritto da: Jennifer Tait, Tim Shell

### Trama
Durante una rapina al saloon, Hank riesce a fermare uno dei tre fuorilegge sparandogli. Quando cade da cavallo, si scopre che in realtà è una ragazzina: Bell Starr. Nonostante la ritrosia della giovane, Michaela decide di portarla a casa sua per proteggerla dai cittadini di Colorado Springs e dalla prigione, in attesa del processo. Belle è caparbia e testarda, più matura della sua vera età. Questo la porta a scontrarsi con Colleen, che la vede come una fuorilegge smidollata. Belle porta parecchio scompiglio nella vita di casa Quinn: prima cerca di adescare Matthew e arriva a baciarlo per provocarlo; litiga spesso con Colleen, che lei chiama "Principessa". Però, passati i giorni, la ragazza riesce ad aprirsi con la sua coetanea e aiuta Colleen a sconfiggere la sua paura dei cavalli, facendole capire che chi li cavalca deve avere il comando della situazione. Michaela intanto mette un annuncio sui giornali per scoprire chi sia la famiglia di Belle: le risponde il padre, un giudice che la invita a farla finire in prigione e manifesta il suo disprezzo per la bambina, divenuta una fuorilegge. Quando Belle tenta di fuggire, Sully la riporta in città e la ragazza viene chiusa in prigione.
Intanto i due fratelli Younger, con cui Belle è solita fare le rapine, arrivano a Colorado Springs intenzionati a liberarla. Sprezzanti delle taglie sulle loro teste, i due ragazzi rapiscono Brian e obbligano i cittadini a fare uno scambio se vogliono rivedere il bambino vivo. Colleen fa visita a Belle in carcere e la ragazza la esorta a prendere il suo cavallo, che saprà la strada per il rifugio segreto, e a raggiungere i due fratelli Younger, per portare loro il messaggio di non fare del male a Brian. Mentre Jake e Hank tentano di convincere Belle a rivelare dove si trovi il nascondiglio, Colleen corre col cavallo della fuorilegge al rifugio. Belle riesce a scappare quando Hank e Jake la portano fuori dalla prigione e la fanno sedere a cavallo; la ragazza raggiunge il rifugio poco dopo Colleen e seguita anche da Matthew, Sully e Michaela che erano alla ricerca di Brian. Belle promette alla famiglia che cambierà vita se la lasceranno andare: troverà una città in cui fermarsi per poter finalmente condurre una vita normale. Così Michaela, sicura che sia pentita, la lascia fuggire coi due fratelli Younger. Pochi giorni dopo, però, Horace porta un telegramma al Dr. Mike e le rivela che i tre giovani criminali hanno assaltato una diligenza e l'hanno rapinata. Michaela è sconvolta dalla notizia, ma rimane convinta di aver fatto bene a fidarsi di Belle: cercare il bene nel prossimo è una cosa che continuerà a fare e a insegnare ai suoi figli.

## Le ossa della discordia
- Titolo originale: Bone of Contention
- Diretto da: Victor Lobl
- Scritto da: Danna Doyle, Debbie Smith

### Trama
A Colorado Springs arriva un palentologo, John Porter, che fa scoppiare la febbre della ricerca di reperti di dinosauri. L'uomo convince Hank, Jake e Loren a buttarsi a capofitto negli scavi, promettendo soldi a chiunque gli porti delle vere ossa di dinosauro. Brian, che ne conserva uno regalatogli dal padre Ethan, vorrebbe farlo visionare all'esperto; ma Colleen e Matthew, preoccupati che il bambino possa soffrire nello scoprire che in realtà il reperto non è autentico, nascondono l'osso. Porter si dimostra essere un uomo senza scrupoli quando Loren gli rivela di aver trovato un vero reperto in una zona che è poi divenuta un cimitero degli Cheyenne. Sully avvisa Nube che corre che Porter vorrebbe scavare nel cimitero, così gli indiani, e soprattutto i Cani Sciolti, si mettono sul piede di guerra e iniziano a fare degli attentati durante gli scavi. I soldati che fanno da scorta a Porter vengono feriti e inizia la classica lite fra i cittadini di Colorado Springs. Porter trova delle ossa umane appartenenti a un indiano e decide di portarle via insieme a quelle di dinosauri. Sully e Michaela cercano di dissuaderlo ma l'uomo non vuole sentire ragioni. Gli indiani, per ripicca, trafugano i resti di Maude, la defunta moglie di Loren. Intanto Matthew e Colleen chiedono scusa a Brian per avergli sottratto l'osso e gli spiegano che l'hanno fatto solo per proteggerlo da una delusione. Il bambino all'inizio non capisce ma poi si rende conto che è normale che i grandi cerchino sempre di proteggere i più piccoli.
Loren, sconvolto per quanto successo, chiede aiuto a Sully per riottenere le spoglie della moglie. Sully fa da portavoce con Nube che corre, il quale conferma che se gli indiani riavranno le ossa trafugate da Porter, Maude tornerà al cimitero. Sully e Michaela, con l'aiuto di Loren e persino del resto dei cittadini, convincono Porter ad andarsene lasciando lo scheletro dell'indiano. L'uomo se ne va insieme ai soldati e tutte le ossa tornano al proprio posto.
- Curiosità:

In questo episodio l'attrice che interpreta Colleen è di nuovo Erika Flores: evidentemente si tratta di una puntata girata precedentemente rispetto alla data di trasmissione e da trasmettere quindi cronologicamente come episodio 7.

## L'origine dell'uomo
- Titolo originale: Permanence of Change
- Diretto da: Jerry Jameson
- Scritto da: Carl Binder, Beth Sullivan

### Trama
Michaela, chiamata come supplente a scuola quando il Reverendo deve togliersi un dente del giudizio, decide di parlare della recente teoria di Darwin sull'evoluzione ai bambini. Mentre ai ragazzi piace discutere di questo argomento, quando i genitori e i cittadini di Colorado Springs si rendono conto delle teorie di Michaela, il dottore si trova in contrasto con tutti. Michaela spiega che la teoria non è in contrasto con la Bibbia, ma che forse Dio ha impiegato milioni di anni a creare gli animali e l'uomo e tutto ciò è stato riassunto nella Bibbia nella Genesi con i sette giorni della creazione. Intanto Brian è preoccupato dalle condizioni di salute della sua nuova amica Mary Ann: quest'ultima ha perso la madre da poco e viene maltrattata dal suo tutore legale, burbero e crudele. Quando nota che la bambina ha degli strani segni sulle gambe, Brian si insospettisce e va a trovarla col Dr. Mike, insospettita per le continue assenze della bimba. La donna scopre così che Mary Ann è denutrita e dorme in una stalla piena di ratti che la mordono, facendole correre il rischio di dissanguamento e infezioni. Purtroppo, dato che non esistono leggi per proteggere i bambini ma solo per proteggere gli animali, Michaela è costretta a far tornare Mary Ann a casa dal tutore, il signor Daggett. 
Tuttavia Michaela ricorda che a una riunione del consiglio cittadino, i cinque avevano votato a favore di una mozione contro un uomo che aveva maltrattato il proprio cavallo e quindi gli era stato portato via. Intuendo che Darwin è l'unico che possa aiutarla, il Dr. Mike istituisce una riunione straordinaria, alla quale presenziano anche il signor Daggett e la povera Mary Ann, tenuta in braccio da Sully. 
Michaela fa riflettere il consiglio, e soprattutto il reverendo, sul fatto che gli uomini sono creature di Dio come gli animali, uguali, e che perciò Mary Ann, come animale, va sottratta al suo tutore. La donna, oltre a citare Darwin, legge un passo della Bibbia che parla proprio dell'uguaglianza fra l'uomo e le sue bestie. 
Nonostante le proprie convinzioni, il  Reverendo vota a favore della mozione e così anche Jake e Loren. Votando all'unanimità, il consiglio salva Mary Ann e il signor Daggett se ne va una volta per tutte, lasciando la bimba alle cure della mamma di Becky, che promette di occuparsene finché non avrà una nuova famiglia.

## Washita (prima parte)
- Titolo originale: Washita: Part 1
- Diretto da: James Keach
- Scritto da: Kathryn Ford, Julie Kirgo

### Trama
La tribù degli Cheyenne è sempre più ridotta alla fame e Sully non riesce a ottenere dal Sovrintendente Hazen le provviste che aiuterebbero Nube che corre e i suoi a sopravvivere. Michaela, intanto, fa gli straordinari fra gli indiani della tribù e si rende conto del loro livello di denutrizione. Intanto il generale Custer, che tutti credevano congedato dall'esercito, torna a Colorado Springs con il compito di tenere a bada gli attacchi degli indiani e, durante una battuta di caccia, un anziano della tribù muore per un colpo d'arma da fuoco. Deciso che non subirà più le angherie dell'uomo bianco, Nube che corre si unisce ai Cani Sciolti, contro il consiglio di Sully, Michaela e persino della moglie Passero della Neve. La famiglia di Michaela, intanto, ospita per alcuni giorni il piccolo Non teme nemici, bambino indiano sopravvissuto a un attacco dell'uomo bianco quando era appena nato. Il bambino racconta a Michaela che la madre gli aveva fatto scudo col suo corpo per salvargli la vita ed era stato trovato ancora in fasce e scampato alla morte. Il bambino diventa subito amico di Brian e i due stringono un legame di "fratellanza indiana".
Custer organizza una cena con le persone in vista del paese, inclusi i membri del consiglio e dunque Michaela; la donna ne approfitta per discutere la questione indiana, ma proprio prima di mangiare arriva la notizia che una miniera è stata attaccata dai Cani Sciolti e sia operai che soldati sono rimasti morti o feriti. Sully va a cercare Nube che corre e gli fa capire che così possono solo peggiorare le cose. Pentola Nera, capo della tribù e uomo di pace, va a parlare con Michaela e i due sperano entrambi che un giorno questa guerra fra bianchi e pellerossa possa finire. Lui e il resto del villaggio si sposteranno al Sud, dove il Presidente e l'esercito hanno garantito di accogliere gli indiani che si dimostreranno pacifici. Nube che corre e gli altri guerrieri, invece, rimarranno a far sentire la loro voce con atti di violenza. Il Governo continua a non rispettare i trattati di pace stabiliti con i capi indiani, e pretende sempre di più terre dagli Cheyenne. La gente a Colorado Springs, come sempre, sta dalla parte del generale Custer, ritenendolo un eroe e trovando giusto eliminare gli indiani, visto che alcuni attaccano i bianchi. Anche Dorothy sembra convinta che uccidere le tribù sia la soluzione per vivere in pace, e Michaela non riesce a farle cambiare idea. Una volta terminato il viaggio di Pentola Nera e dei suoi, il loro gruppo viene cacciato dai territori pacifici e si ritrova costretto a tornare indietro lungo il fiume Washita. Michaela e Sully stanno ancora cercando di abituarsi all'idea che i loro amici non ci sono più, ma nonostante ciò continuano i preparativi per la casa e per il loro matrimonio. Matthew va a ritirare delle medicine del Dr. Mike da Horace e legge per caso un telegramma indirizzato al generale Custer, che lo autorizza a sterminare le tribù fuori dai territori pacifici al Sud. Nube che corre va a prendere Sully e il Dr. Mike per andare ad avvisare Pentola Nera del pericolo. I tre intraprendono un viaggio di alcuni giorni a cavallo, che li porta a raggiungere il Washita. Una volta lì scoprono che l'intera tribù è stata vittima di un attacco da parte dal Generale Custer...

## Washita (seconda parte)
- Titolo originale: Washita: Part 2
- Diretto da: James Keach
- Scritto da: Kathryn Ford, Julie Kirgo

### Trama
Nube che corre si rende conto che tutti i suoi fratelli, sua moglie e anche Pentola Nera sono morti. Sully trova anche il cadavere di Non teme nemici, che ha protetto col suo corpo un neonato indiano, proprio come sua madre aveva fatto con lui. Nube che corre decide di tornare a combattere con i Cani Sciolti, sconvolto per l'accaduto. Sully e Michaela tornano a casa e spiegano ciò che è successo ai figli e anche a Robert E. e Grace, ai quali chiedono di occuparsi temporaneamente del bambino indiano. 
Brian rimane sconvolto dalla notizia che Non teme nemici è morto, chiedendosi il perché di tanta crudeltà contro un bambino; Sully lo consola e, come sempre, gli fa da padre, rendendosi conto che invece Michaela è sconsolata e si sta chiudendo in se stessa. Intanto Grace e Robert E. si occupano del bambino come fosse loro figlio, dato che non possono averne, chiedendo anche a Myra di allattarlo quando si trovano a corto di latte; i due pensano persino ad adottarlo, visto che è un orfanello. Michaela, invece, è devastata per ciò che è successo e si sente in colpa per il suo popolo e affranta per il fallimento dei suoi ideali di pace. Dapprima si tiene tutto dentro, ignorando i suoi famigliari e Dorothy, la quale le chiede di rivelarle cosa sia successo veramente sul Washita, dato che la città parla di Custer come di un eroe. Poi il dottore sbotta e ha una crisi, durante la quale si sfoga nel fienile e piange a lungo, da sola. Matthew chiede a Sully perché non voglia starle vicino, ma lui spiega al ragazzo che la donna ha bisogno di rimanere sola. Decide, però, di andare a cercare aiuto in Nube che Corre, che a sua volta è passato nel baratro della disperazione per poi uscirne. L'indiano prima fa con lei alcuni riti, poi le insegna tutto ciò che sa sulla medicina e le parla a lungo di ciò che ha imparato da suo padre. Quando Michaela sta meglio, Nube che corre decide di partire per il Nord con il bambino sopravvissuto. Grace e Robert E. non vorrebbero lasciarlo andare, ma si rendono conto che il piccolo indiano ha bisogno di crescere con la sua tribù per non perdere le proprie radici. Quando Michaela lo riporta all'amico, gli dice di ricordare che è un sopravvissuto che è nato da genitori Cheyenne, è stato allattato da una donna bianca ed è stato coccolato e aiutato da due persone di colore. Poi suggerisce a Nube che corre un nome perfetto: "Vive nella Speranza", citando anche le ultime parole del capo Pentola Nera. Dopodiché Nube che corre parte per il Nord. Michaela va a trovare Dorothy e le dice che vuole raccontarle tutto di Pentola Nera e Nube che corre, per fare sì che la gente sappia come sono andate veramente le cose.

## La decisione
- Titolo originale: Sully's Recovery
- Diretto da: Jerry Jameson
- Scritto da: Sara Davidson

### Trama
Dopo le terribili vicende del fiume Washita, Sully vorrebbe dare le dimissioni da agente indiano. La sua idea è quella di dirigersi all'accampamento dell'esercito, dove il Sovrintendente Hazen sta allestendo una nuova riserva, per consegnargli una lettera di dimissioni personalmente. Intanto in paese Dorothy scopre che ci sarà un'asta per vendere le terre appartenute agli Cheyenne e dovrebbe pubblicare un articolo; tuttavia Loren, che fiuta l'affare, le chiede di aspettare almeno un giorno per dargli un po' di vantaggio per essere il primo a fare un'offerta. Durante il tragitto verso l'accampamento, Sully incontra Loren che sta riparando il carro per tornare in città per fare la sua offerta e i due discutono al riguardo: Sully è convinto che non sia giusto approfittare delle terre degli indiani sterminati, mentre Loren è solo interessato a trarre profitto dalla cosa. Quando Loren riparte col carro, la ruota che stava sistemando non tiene e rimane vittima di un incidente durante il quale si rompe una gamba. Con molta pazienza, Sully costruisce una lettiga e decide di portare Loren con sé al campo dell'esercito, dove ci sarà un dottore pronto a curarlo. Durante questo tragitto, i due hanno molto tempo per parlare: Loren si rende conto che Sully è rimasto sconvolto dalla morte della tribù Cheyenne, mentre Sully cerca di farlo riflettere sull'acquisto che intende fare e se questo sia giusto o meno. 
Intanto in città Brian ha la fissa del volo e vuole a tutti i costi costruire delle macchine volanti per cercare di volare come gli uccelli; dapprima solo Robert E. e Matthew lo assistono nei suoi progetti, perché il Dr. Mike ha paura che possa farsi nuovamente male come quando era caduto dall'albero. Quando si rende conto che il ragazzo ha una passione sfrenata, però, Michaela decide di lasciarlo tentare a costruire i suoi apparecchi per volare. 
Quando alcuni pionieri che si sono già appropriati delle terre le difendono a colpi di pistola, Sully e Loren sono costretti a tornare indietro e fare una strada alternativa più pericolosa. Prima passano lungo un sentiero franato e Loren salva la vita a Sully, che rischia di precipitare in un burrone. Poi il cavallo di Sully fugge quando sente i rumori di una mandria di suoi simili in fuga e i due cittadini si ritrovano a dover arrivare all'accampamento senza l'aiuto dell'animale. Loren e Sully parlano poi di famiglia: il primo cerca di far capire all'altro che anche se ha perso le sue prime famiglie (i genitori, Abigail e poi gli Cheyenne), ora sta per costruirne una sua e non deve buttare tutto all'aria. Dopo varie riflessioni, quando i due raggiungono il campo dell'esercito, Sully decide di non consegnare la lettera a Hazen e si rende conto che deve continuare a fare l'agente indiano perché è l'unico che possa dare un po' di speranza alle tribù disperate. A fine episodio, Sully torna in città in tempo per vedere Brian collaudare il suo ultimo apparecchio che, come previsto, fa fiasco. Tuttavia tutti i cittadini sono orgogliosi di lui, e Michaela e Sully più di tutti.

## Le basi dell'amore
- Titolo originale: Ready or Not
- Diretto da: Jerry London
- Scritto da: Sara Davidson

### Trama
Il Dr. Mike e Sully iniziano un percorso di riflessione con il Reverendo per rievocare la nascita del loro amore. Ciò li porta a rivivere avvenimenti entusiasmanti, ma anche a rievocare vecchie ferite non ancora del tutto rimarginate. Nonostante i due si siano amati quasi dal primo momento, hanno affrontato delle prove e delle sofferenze profonde, come quando David era tornato in città, o quando Sully aveva instaurato un rapporto profondo con la mezza indiana Catherine. Nonostante fra i due passino alcuni giorni di tensione, alla fine il Reverendo li aiuta a ricordare quali sono le cose che li uniscono e cosa amano di più l'uno nell'altra. L'amore trionfa, come sempre, e Sully e Michaela si trovano pronti per il matrimonio.
- Curiosità

L'episodio cronologicamente andrebbe trasmesso prima dell'episodio "La fine del mondo"

## Nella buona e nella cattiva sorte (prima parte)
- Titolo originale: For Better or Worse: Part 1
- Diretto da: Gwen Arner
- Scritto da: Beth Sullivan (creator)

### Trama
Michaela e Sully sono entrambi tristi perché al loro matrimonio mancheranno la famiglia del Dr. Mike e Nube che corre; però, col primo treno che ferma a Colorado Springs, fanno il loro arrivo in città Elizabeth Quinn e le sorelle di Michaela, Marjorie e Rebecca. Il macchinista del convoglio è John, l'uomo a cui il Dr. Mike aveva fatto una plastica facciale per curare le sue cicatrici. L'uomo incontra Brian e i due decidono subito di preparare una sorpresa per i due sposi e il loro viaggio di nozze. Intanto Michaela scopre che la madre ha portato cibo, addobbi e vestiti per la cerimonia, e Sully ne è piuttosto contrariato. Il generale Custer torna in città e appende un manifesto per segnalare la taglia su Nube che corre all'ufficio del telegrafo. Più tardi la famiglia accompagna Elizabeth e le due figlie maggiori alla nuova casa costruita da Sully e il Dr. Mike rimane delusa quando le tre donne non esprimono pareri troppo favorevoli in merito all'abitazione. Il Dr. Mike e Sully litigano e lui le chiede quando comincerà finalmente a guardare il mondo non con gli occhi di cittadina di Boston, ma con i loro occhi. Sully decide di partire per andare a cercare l'amico indiano, ma Custer lo segue, convinto che lo guiderà al fuggiasco. Intanto Michaela continua a litigare con la sorella Marjorie e la madre le spiega che da quando il marito l'ha lasciata, lei è irritabile e risponde male a tutti. L'unico che sembra capire cosa possa avere Marjorie è Hank, con il quale la donna scopre di avere una certa complicità.
Sully incontra il vecchio amico e gli dice che gli piacerebbe averlo come testimone di nozze; Nube che corre conferma che ci sarà e poi scappa appena prima che Custer lo trovi. Sully, nonostante finga di essere uscito a caccia, viene arrestato da Custer come complice del fuggitivo. A Colorado Springs, intanto, si tiene la cena di prova per il matrimonio e Michaela è molto preoccupata quando non vede Sully tornare, anche perché tutti sono convinti che dopo la loro lite ci abbia ripensato e sia andato via...

## Nella buona e nella cattiva sorte (seconda parte)
- Titolo originale: For Better or Worse: Part 2
- Diretto da: Gwen Arner
- Scritto da: Beth Sullivan (creator)

### Trama
Sully torna in città il giorno dopo e Michaela è così felice di vederlo che gli assicura che non dubiterà mai più di ciò che vuole e che è pronta finalmente a guardare il mondo con i "loro occhi". Le nozze incombono e tutti in paese si danno da fare a organizzare le feste di addio al nubilato e al celibato. Sully riceve in dono una sega fatta a mano da Robert E. da parte di tutti gli uomini di Colorado Springs; durante la festa per Michaela, invece, Elizabeth stupisce tutte regalandole una sottoveste parigina convinta di stupire la figlia. Michaela però non vuole scontentare le sue amiche e conferma che tutti i regali erano ugualmente belli. A questo punto madre e figlia hanno un confronto e parlano a cuore aperto; Michaela chiede ad Elizabeth di accompagnarla all'altare come avrebbe fatto suo padre, ma lei rifiuta, dicendo che non sta bene. Sully, che origlia la conversazione, chiede a Loren se gli farà l'onore di portare lui Michaela all'altare, e il suo ex-suocero accetta di buon grado. Hank parla a Michaela e le spiega che Marjorie ha un problema femminile che ha spesso visto nelle sue ragazze; Michaela capisce che l'ex-marito l'ha lasciata solo dopo averle passato un'infezione, così spiega alla sorella come curarsi e finalmente le due fanno pace e si chiariscono. 
A questo punto Michaela inizia a decidere di fare il matrimonio a modo suo: le damigelle d'onore saranno sia le sue sorelle che Dorothy, mentre il vestito nuziale che indosserà non sarà quello portato da sua madre, ma un insieme cucito all'ultimo minuto dell'abito preparato dal circolo del cucito di Dorothy e del bellissimo vestito portato da Boston. Sully, invece, indossa i pantaloni del completo maschile, ma mette la tunica che Nube che corre indossava il giorno delle sue nozze con Passero della Neve. Dato che Elizabeth ha invitato Custer al matrimonio senza sapere che ci sarebbe andato anche Nube che corre, Jake e Robert E. provvedono a stenderlo dandogli una panca in testa e lo portano alla clinica, dove lo legano al lettino in modo che l'indiano possa assistere alle nozze dei due amici e fare da testimone a Sully. Michaela e Sully convolano finalmente a giuste nozze, nel giorno 20 maggio 1871.
La festa è un gran successo e subito dopo i due coniugi salgono sul treno che li porterà in luna di miele, scoprendo anche che Brian come regalo di nozze ha allestito la loro camera da letto su un vagone. Così Sully e Michaela possono partire e, finalmente, consumare il matrimonio.